# 菲利普·蒙塔尼耶
菲利普·蒙塔尼耶（法語：Philippe Montanier，法語發音：[filip mɔ̃tanje]，1964年11月15日—），法國前足球運動員。

## 榮譽

### 主教練生涯
雷恩
- 法國盃亞軍：2013/14年度

圖盧茲
- 法國足球乙級聯賽冠軍：2021/22年度
- 法國盃冠軍：2022/23年度

## 外部連結
- 皇家蘇斯達官方檔案 （页面存档备份，存于） （西班牙文）
- L'Équipe生涯數據 （页面存档备份，存于） （英文）
- Worldfootball檔案 （页面存档备份，存于） （英文）
- Transfermarkt檔案 （英文）